# Klokočov (Žilina)
|  | No s'ha de confondre amb Klokočov (Košice). |

Klokočov és un poble i municipi d'Eslovàquia que es troba a la regió de Žilina, al centre-nord del país.

## Demografia
| Godina             | 1994 | 2004   | 2014    | 2024   |
| ------------------ | ---- | ------ | ------- | ------ |
| Nombre de persones | 2900 | 2631   | 2325    | 2202   |
| Diferència         |      | −9,27% | −11,63% | −5,29% |

| Godina             | 2023 | 2024   |
| ------------------ | ---- | ------ |
| Nombre de persones | 2209 | 2202   |
| Diferència         |      | −0,31% |